# Biberstein
Biberstein is een gemeente en plaats in het Zwitserse kanton Aargau en maakt deel uit van het district Aarau.
Biberstein telt 1.491 inwoners.